# Choristoneura luticostana
Choristoneura luticostana es una especie de polilla del género Choristoneura, tribu Archipini, subfamilia Tortricinae. Fue descrita científicamente por Christoph en 1888.

## Distribución
Se distribuye por Europa: Rusia.